# はたらくくるま4
はたらくくるま4は、「はたらくくるま」の第4弾。

## 概要
神戸市消防局がフジテレビジョンの制作する動画に協力する形で「はたらくくるま4」が制作され、2020年3月19日に神戸市公式YouTubeチャンネル「kobe city channel」で公開された。
歌唱は声優の神谷明が担当し、歌詞は1と2の部分をアレンジしたものになっている。動画にはガチャピンとムックも出演している。

## 紹介車
- パトロールカー
- 清掃車
- 救急車
- はしご消防車
- コンクリートミキサー車
- パネルバン
- ショベルカー
- タンクローリー
- 観光バス
- 標識車
- レッカー車
- ダンプカー